# Našim láskám
Našim láskám (v originále À nos amours) je francouzský dramatický film z roku 1983, který režíroval Maurice Pialat.

## Děj
Suzanne je 16 let a tráví letní prázdniny s přáteli na letním táboře u moře na jihu Francie. Zde zkouší S láskou nejsou žádné žerty od Alfreda de Musseta. Její starší bratr Robert ji vezme na výlet lodí a věří, že je tam o ni dobře postaráno. Suzanne však neustále utíká z tábora a tajně se schází se svým přítelem Lucem, se kterým nikdy nespí. Večer při tanci potká Američana, kterého téměř nezná, ale s nímž spí tu samou noc. Ráno má kvůli Lucovi špatné svědomí a diví se, že se Američan chová, jako by ji neznal. Prázdniny brzy skončí. Suzanne se vrací domů do Paříže, kde její otec zpracovává kožešiny. Její bratr Robert mu pomáhá, i když raději píše. Otec si myslí, že Robert má talent.
Luc se spontánně rozejde se Suzanne, která si rychle našla chlapce Bernarda. Chodí s ním a spí, zatímco své rodině říká, že jde s přáteli do kina. Když se po půlnoci vrátí domů, její otec je stále vzhůru. Oba spolu mluví, a tak se Suzanne nejen dozví, že otec o jejím milostném vztahu ví už dlouho, ale také to, že rodinu opustí, protože má milenku. Krátce nato se i Suzannina matka a bratr dozvědí, že otec rodinu opouští.
Luc se chce dát znovu dohromady se Suzanne, ale ta mu řekne, že s ním nikdy nemůže spát a že by ji měl nechat na pokoji. Robert převzal v rodině dominantní postavení, tím spíše, že matka je po odchodu otce velmi nestabilní a vyhrožuje sebevraždou. Suzannina stále vzpurnější a odmítavější povaha a její konflikty s bratrem, který chce za každou cenu zastavit její životní styl, nesmírně zatěžují rodinu. Robert svou sestru bije stále častěji, aby ochránil matku před ní a její nenávistí. Suzanne reaguje po svém, zůstává mimo domov a chodí na večírky s přáteli. Poté, co se vyhrotí rodinný spor, Suzanne vysvětlí, že chce znovu jít na internátní školu, jako předtím, protože nemůže vydržet bydlet s matkou. Milostný kolotoč pokračuje, a tak se Suzannina kamarádka Anne seznámí s Lucem, zatímco Suzanne najde nového přítele v Jean-Pierreovi. Je s ním vážnější. I když ani jeho nemiluje a možná ani nemůže milovat jako všechny předchozí přítele, oba se po čase vezmou. Šest měsíců po svatbě jsou oba v bytě s Robertem a jeho ženou, matkou a dalšími přáteli rodiny, když se náhle objeví otec a začne si byt nechávat vyměřovat. Chce ho prodat. Následuje rodinná konfrontace, během které Suzanne stojí na straně svého otce. Je také jasné, že na rozdíl od zbytku rodiny se Suzanne nikdy nerozešla se svým otcem, ale místo toho ho pravidelně navštěvovala. Matka vykáže otce z bytu.
O něco později Suzanne navštíví svého otce. Má s sebou kufr a říká mu, že pojede na několik měsíců do San Diega. Není to její manžel, kdo ji doprovází, ale její přítel Michel. Její otec jí radí, aby zůstala v San Diegu. Nastoupí do autobusu, zatímco Suzanne nastoupí s Michelem do letadla. Ani vysoko v oblacích nevypadá Suzanne šťastně.

## Obsazení
| Sandrine Bonnaire    | Suzanne            |
| Maurice Pialat       | otec               |
| Evelyne Ker          | matka              |
| Dominique Besnehard  | Robert             |
| Christophe Odent     | Michel             |
| Jacques Fieschi      | švagr              |
| Cyr Boitard          | Luc                |
| Tom Stevens          | Američan           |
| Eric Viellard        | Henri              |
| Anne-Sophie Maillé   | Anne               |
| Maïté Maillé         | Martine            |
| Pierre-Loup Rajot    | Bernard            |
| Cyril Collard        | Jean-Pierre        |
| Anne-Marie Nivelle   | matka Jeana Pierra |
| Valérie Schlumberger | Marie-France       |

## Ocenění
Maurice Pialat získal Cenu Louise Delluca. Film běžel na Berlinale v soutěži o Zlatého medvěda. Získal Césara v kategorii nejlepší film. Sandrine Bonnaire byla také oceněna Césarem v kategorii nejslibnější herečka. Maurice Pialat získal nominaci na Césara za nejlepší režii. Film byl nominován na Zlatého Huga na Mezinárodním filmovém festivalu v Chicagu.